# عمر تونكارا
عمر تونكارا (بالفرنسية: Oumare Tounkara)‏ (25 مايو 1990 بباريس في فرنسا - ) هو لاعب كرة قدم فرنسي في مركز الهجوم. لعب مع أولدهام أثلتيك وستيفيناغ بوروه وغريمسبي تاون ونادي النجم الأحمر سانت أوين ونادي سندرلاند ونادي سيدان ونادي شاتورو وJA Drancy ‏ ونادي بريستول روفيرز.

## وصلات خارجية
- عمر تونكارا على موقع قاعدة بيانات كرة القدم.إي يو (الإنجليزية)
- عمر تونكارا على موقع Soccerbase.com (لاعب) (الإنجليزية)
- عمر تونكارا على موقع Soccerway.com (الإنجليزية)